# 尚德陶伯河
49°22′3.98″N 10°10′55.76″E / 49.3677722°N 10.1821556°E

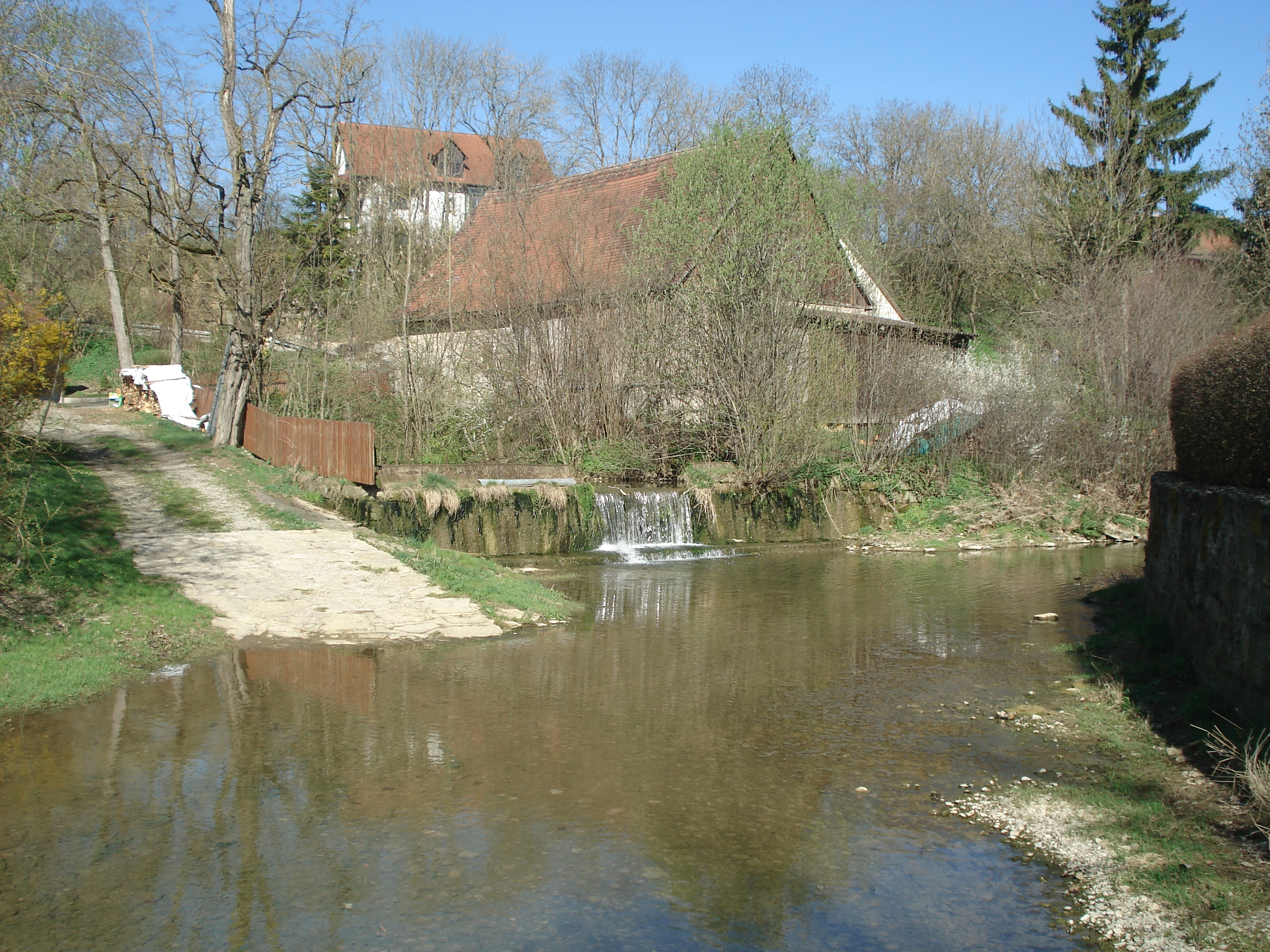

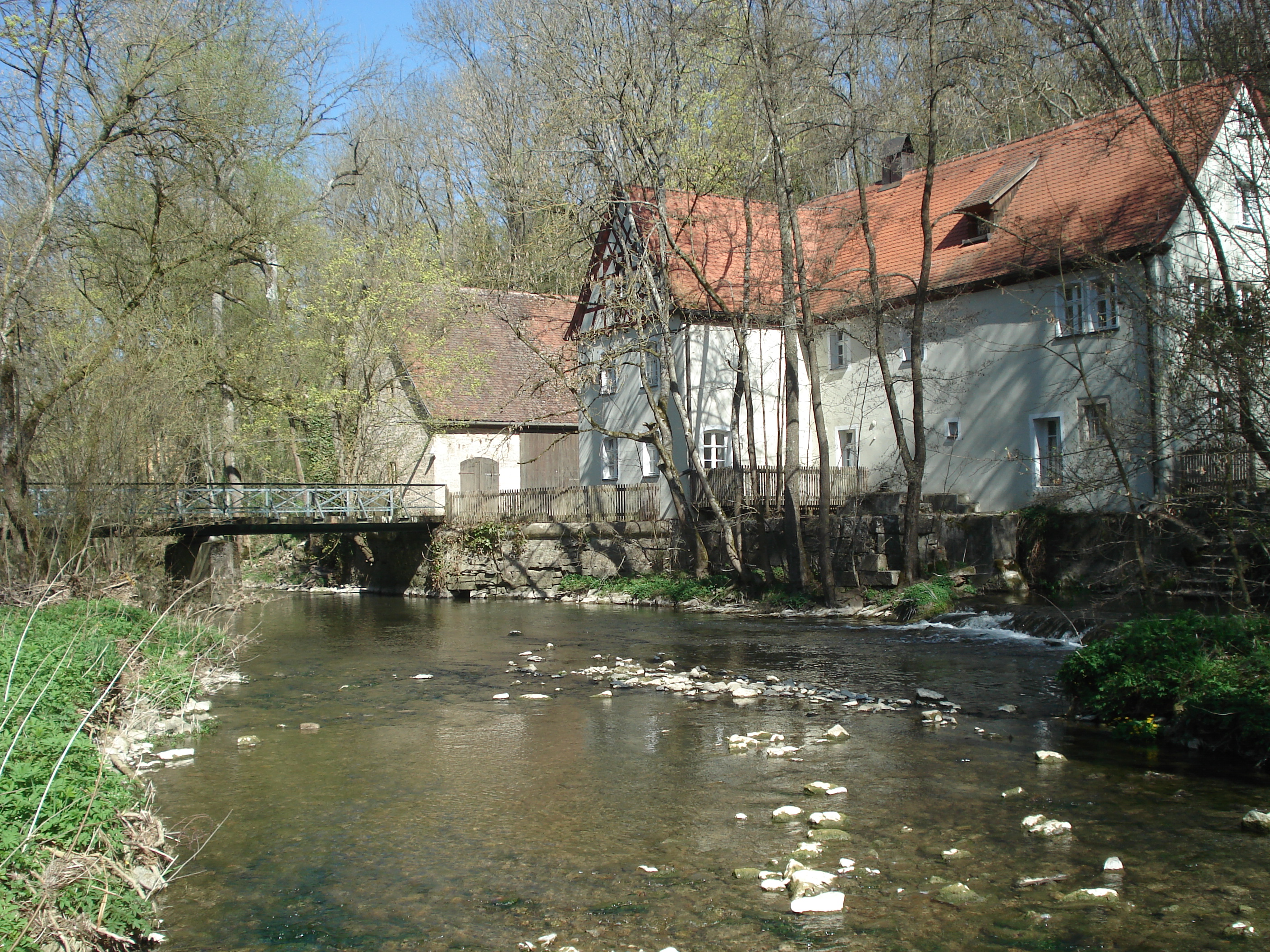

尚德陶伯河是德國的河流，位於該國東南部，由巴伐利亞負責管轄，屬於陶伯河的左支流，河道全長13.8公里，流域面積44.5平方公里。